# Carlo Ferdinando Russo
Carlo Ferdinando Russo (Napoli, 15 maggio 1922 – Bari, 26 luglio 2013) è stato un grecista e filologo classico italiano.

## Biografia
Figlio di Luigi Russo, studiò all'Università di Pisa e alla Normale di Pisa, allievo di Giorgio Pasquali. Fu poi assistente, nel 1948, di Günther Jachmann a Colonia. 
Fu titolare per oltre un ventennio della cattedra universitaria di letteratura  greca all'Università di Bari, acquisendo stima internazionale con un celebre studio sulla drammaturgia aristofanea: Aristofane autore di teatro del 1962. 
L'attività per la quale è maggiormente conosciuto è la direzione della rivista letteraria Belfagor che assunse alla morte del fondatore, il padre Luigi Russo. La rivista chiuse le pubblicazioni con il fascicolo del 30 novembre 2012, otto mesi prima della scomparsa di Carlo Ferdinando Russo, avvenuta il 26 luglio 2013 a Bari all'età di 91 anni. All'inizio di giugno era deceduta invece la moglie, la pittrice statunitense Adele Plotkin.

## Opere principali
- L. Annaei Senecae Divi Claudii Ἀποκολοκύντωσις, a cura di C.F. Russo, Firenze: La Nuova Italia, 1948
- Hesiodi Scutum, a cura di C.F. Russo, Firenze: La Nuova Italia, 1950 (seconda ed. 1965)
- Carlo Ferdinando Russo, Aristofane autore di teatro, Firenze: Sansoni, 1962
- Carlo Ferdinando Russo (a cura di), Pagine stravaganti di un filologo, Firenze: Le lettere, 1994[2]